# Angus Cloud
Conor Angus Cloud Hickey (10. července 1998 Oakland, Kalifornie, USA – 31. července 2023 tamtéž) byl americký herec. Nejvíce se proslavil rolí Fezca v dramatickém seriálu Euforie (2019–2022) stanice HBO a hrál také ve filmech North Hollywood (2021), The Line (2023), Abigail a Garfield ve filmu (oba z roku 2024). Objevil se také v hudebních videoklipech Noah Cyrus, Juice Wrld, Becky G a Karol G. 

## Životopis
Conor Angus Cloud Hickey se narodil 10. července 1998 a vyrůstal v Oaklandu v Kalifornii. Byl irského původu a většina jeho rodiny stále žila v Irsku. Měl mladší sourozence, dvojčata Molly a Fionu. Navštěvoval School of Production Design na Oakland School for the Arts, kde byl spolužákem své budoucí herecké kolegyně Zendayi. V roce 2013 utrpěl lehké poškození mozku poté, co spadl do stavební jámy na špatně osvětlené ulici. Nehoda mu zanechala jizvu na levé straně hlavy.
Předtím, než se začal živit jako herec, pracoval v restauraci. Jeho první a nejvýznamnější rolí byla postava Fezca O'Neilla, zvaného Fez, v dramatickém seriálu Euforie (2019–2022) na stanici HBO. Později hrál také ve filmech North Hollywood (2021), The Line (2023), Abigail a Garfield ve filmu (oba z roku 2024). Tyto filmy byly po jeho smrti věnovány jeho památce. Objevil se také v hudebních videoklipech Noah Cyrus, Juice Wrld, Becky G a Karol G.
Angus Cloud byl 31. července 2023 ve věku 25 let nalezen mrtvý v domě své rodiny v Oaklandu v Kalifornii. Příčinou smrti bylo předávkování drogami, smrtící směsí metamfetaminu, fentanylu, kokainu a benzodiazepinů. Jeho matka uvedla, že jeho poslední slova před smrtí byla „Miluju tě, mami“.

## Filmografie (výběr)

### Filmy
- North Hollywood (2021)
- The Line (2023)
- Abigail (2024)
- Freaky Tales (2024)
- Garfield ve filmu (2024)

### Televize
- Euforie (2019–2022)